# Wybory parlamentarne w Bułgarii w 2005 roku
Wybory parlamentarne odbyły się na terenie Bułgarii 25 czerwca 2005 roku. Bułgarzy wybrali 240 deputowanych do bułgarskiego parlamentu. Uprawnionych do oddania głosu było 6,7 mln osób. 22 partie polityczne stanęło do rywalizacji, łącznie wystawiły one 6666 kandydatów na deputowanych.

## Przewidywania
Wybory wygrała opozycyjna lewica Sergeja Staniszewa, ponieważ Narodowy Ruch Symeon Drugi (Symeon Sakskoburggotski) nie spełnił oczekiwań Bułgarów i nie zrealizował wyborczych obietnic (zobacz Wybory parlamentarne w Bułgarii, 2001). Partią rządzącą zostanie zapewne lewicowa Koalicja na rzecz Bułgarii, w której główne znajdują się postkomuniści z Bułgarskiej Partii Socjalistycznej, jednak do większości potrzebne będą im głosy tureckiego Ruchu na rzecz Praw i Swobód.

## Wybory parlamentarne

### Tło wyborcze
Do walki politycznej wystartowała w tym roku zjednoczona w jednym komitecie wyborczym lewica pod nazwą Koalicja na rzecz Bułgarii. Prawica jest rozdrobniona i nie ma szans na przejęcie władzy, wśród nich największa partia antykomunistyczna i centroprawicowa Zjednoczone Siły Demokratyczne. Do walki o mandaty deputowanych wystartowała również partia bułgarskich Turków Ruch na Rzecz Praw i Swobód, sprzymierzona z lewicą. Niskie poparcie ma skrajnie nacjonalistyczna partia Ataka.

### Głosowanie
Swój głos Bułgarzy oddawali w jednym z 12 tysiącach lokali wyborczych, które były otwarte od godziny 6:00 do 20:00 czasu bułgarskiego (4:00 do 18:00 czasu polskiego). W celu zwiększenia frekwencji, władze centralne zorganizowały loterię fantową, w której do wygrania był samochód, sprzęt komputerowy, telefony komórkowe oraz sprzęt gospodarstwa domowego.

## Wynik wyborów
| Partia                             | %      | Miejsca |
| ---------------------------------- | ------ | ------- |
| Koalicja na rzecz Bułgarii         | 31,18% | 83      |
| Narodowy Ruch Symeon Drugi         | 19,91% | 53      |
| Ruch na rzecz Praw i Wolności      | 12,44% | 31      |
| Ataka                              | 8,22%  | 22      |
| Zjednoczone Siły Demokratyczne     | 7,67%  | 20      |
| Demokraci na rzecz Silnej Bułgarii | 6,42%  | 17      |
| Bułgarski Związek Narodowy         | 5,19%  | 14      |